# Cinzia Barbagelata
Cinzia Barbagelata (* 20. Jahrhundert in Italien) ist eine italienische Violinistin, Dirigentin und Musikpädagogin. Sie leitet die 1992 gegründete Barockmusikgruppe Ensemble Aglàia.

## Leben und Werk
Cinzia Barbagelata studierte am Mailänder Konservatorium bei Osvaldo Scilla und besuchte Meisterkurse bei Paul Roczek am Mozarteum in Salzburg und bei Pavel Vernikov in Wien.
Cinzia Barbagelata war Gastgeberin wichtiger Festivals in Italien und im Ausland mit Repertoire aus dem Bereich der Alten bis zur zeitgenössischen Musik. Neben ihrer Tätigkeit als Barockgeigerin widmete sie sich parallel der zeitgenössischen und elektronischen Musik. Sie konzertierte bei Uraufführungen von Werken für Solovioline beispielsweise von Giacinto Scelsi und Ivan Fedele und auch bei Aufführungen Werken, die ihr persönlich von Komponisten gewidmet wurden.
Für den italienischen Musikverlag Stradivarius spielte sie Werke von Francesco Antonio Bonporti, Baldassare Galuppi, Giovanni Battista Sammartini und Wolfgang Amadeus Mozart ein und veröffentlichte dazu die entsprechenden Urtextwerke. Für die Zeitschrift Amadeus und für Rundfunkanstalten spielte sie L’Estro Armonico von Antonio Vivaldi mit ihrem Ensemble Stravaganza und von Johann Sebastian Bach Die Kunst der Fuge sowie die Violinkonzerte transkribiert von Wolfgang Amadeus Mozart ein.
Cinzia Barbagelata gab postgraduale und spezialisierte Kurse zu Kompositionen für Solovioline an renommierten Institutionen wie der Melbourne University oder der Universidad Javeriana Bogotà. Sie unterrichtete an der „Scuola di Alto Perfezionamento Musicale“ in Saluzzo, am Conservatorio Benedetto Marcello in Venedig und an der Accademia Europea di Musica in Erba. Sie gab auch Kurse für Alte Musik in Parzanica (Provinz Bergamo). Cinzia Barbagelata unterrichtet Violine am Mailänder Konservatorium, wo sie auch Kurse für Alte Musik gibt. Aus ihrer didaktischen Tätigkeit entstand 2004 das Orchestra Arcantico, das Repertoire vom sechzehnten Jahrhundert bis zu unseren Tagen in strenger szenischer Praxis aufführt.
Cinzia Barbagelata spielt eine Violine von Lorenzo Storioni (Cremona 1778).